# Malang A. K. Sawo
Malang A. K. Sawo ist ein gambischer Politiker.

## Leben
| Parlamentswahl | Stimmen | Stimmanteil |
| -------------- | ------- | ----------- |
| 1987           | 2.653   | 68,50 %     |
| 1992           | 1.540   | 38,18 %     |

Bei den Parlamentswahlen 1987 trat Sawo als Kandidat der People’s Progressive Party (PPP) im Wahlkreis Western Wuli an und gewann diesen mit 68,50 % der Stimmen. Bei den Wahlen 1992 konnte er mit 38,18 % der Stimmen den Wahlkreis erfolgreich halten. Nach dem Putsch durch Yahya Jammeh und dem Verbot der PPP trat Sawo nicht mehr politisch in Erscheinung.